# Peugeot HX1
Der Peugeot HX1 ist ein Konzeptfahrzeug des französischen Fahrzeugherstellers Peugeot. Er wurde auf der IAA 2011 in Frankfurt am Main erstmals vorgestellt.

## Technische Daten

### Antrieb
Durch die Kombination eines Vierzylinder-Dieselmotors (2.2 HDI) mit 150 kW (204 PS) an der Vorderachse und eines 70 kW (95 PS) starken Elektromotors, der die Hinterachse antreibt, ergibt sich ein Allradantrieb (PSA HYbrid4-System) mit einer Systemleistung von 220 kW (299 PS). Das Fahrzeug ist in der Lage, 30 km rein elektrisch betrieben zu werden. Ein Laden per Steckdose ist möglich (Plug-in). Insgesamt gibt der Hersteller einen Verbrauch von 3,2 l/100 km und einen Kohlenstoffdioxid-Ausstoß von 83 g/km an.

### Bauform
Das Fahrzeug fällt mit einer Höhe von 1,37 m relativ flach für einen Van aus. Sieben Luftklappen pro Rad an den Speichen lassen sich bei hohen Geschwindigkeiten schließen, dadurch werden sie zu nahezu geschlossenen Scheiben. Beim Erreichen von 100 km/h fährt ein Heckspoiler aus. Insgesamt ergibt sich ein Luftwiderstandsbeiwert (cw) von 0,28.
Das Fahrzeug hat gegensinnig angeschlagene Scherentüren und keine B-Säule.

### Interieur
Die Sitzkonfiguration kann als 4+2 beschrieben werden. Die Sitzschalen der optionalen mittleren Sitzreihe sind standardmäßig in den Vordersitzen versenkt und lassen sich elektrisch herausfahren. Den Innenraum zieren Elemente aus Eichenholz, gebürsteten Metallen und Marmor. In der Mittelkonsole wurden eine Minibar und eine Kaffeemaschine integriert, letzteres in Anspielung auf die Unternehmensgeschichte.

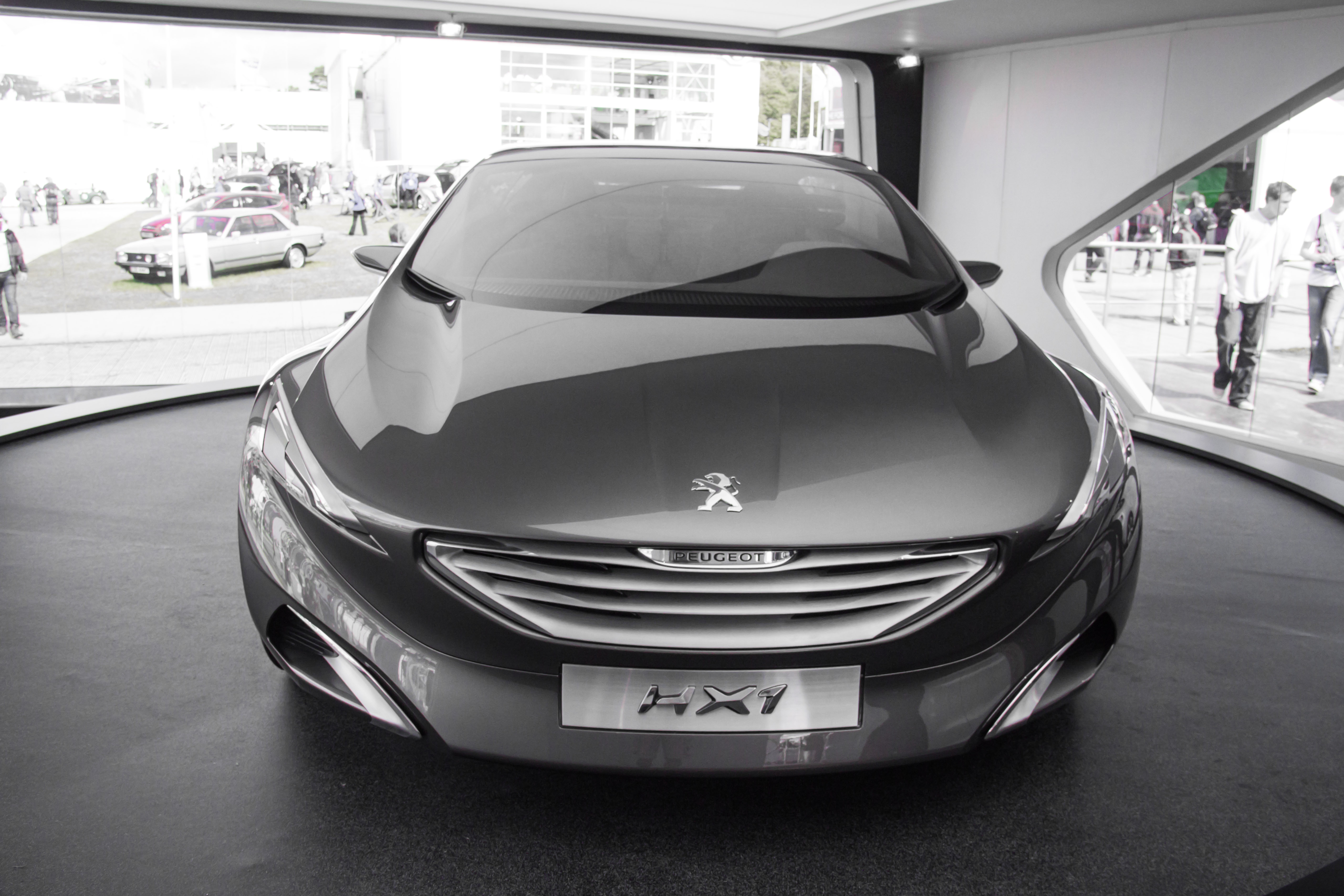
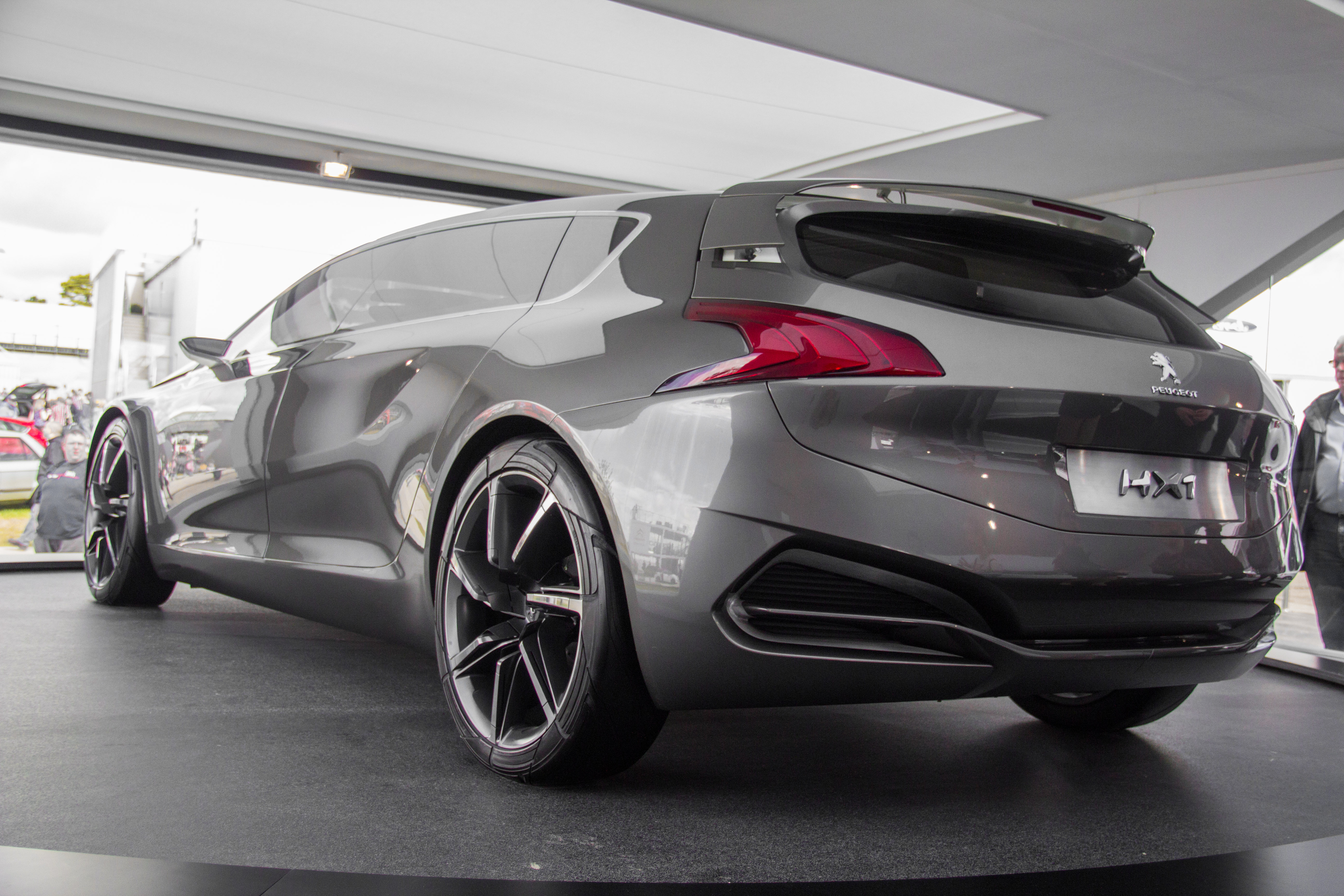
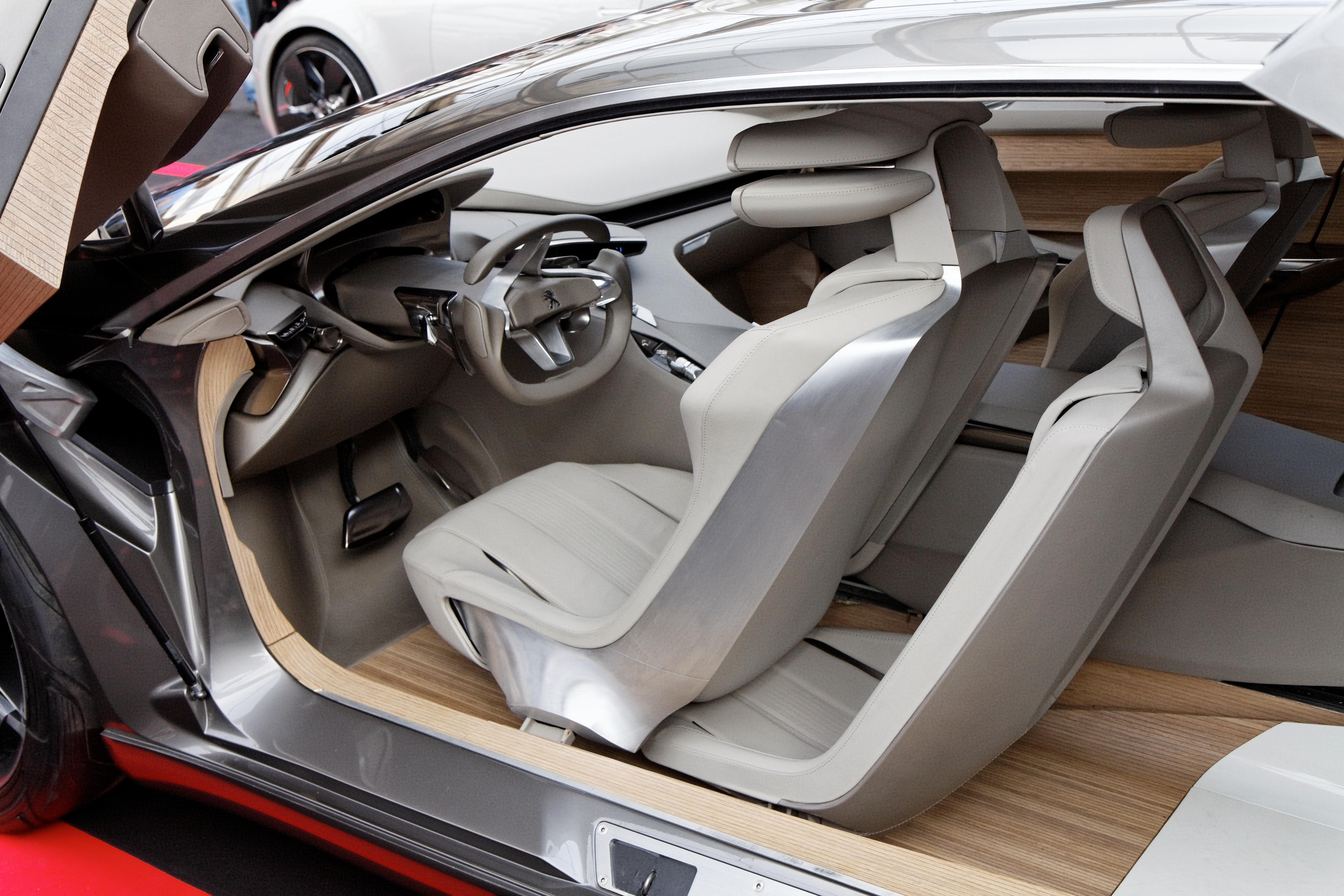
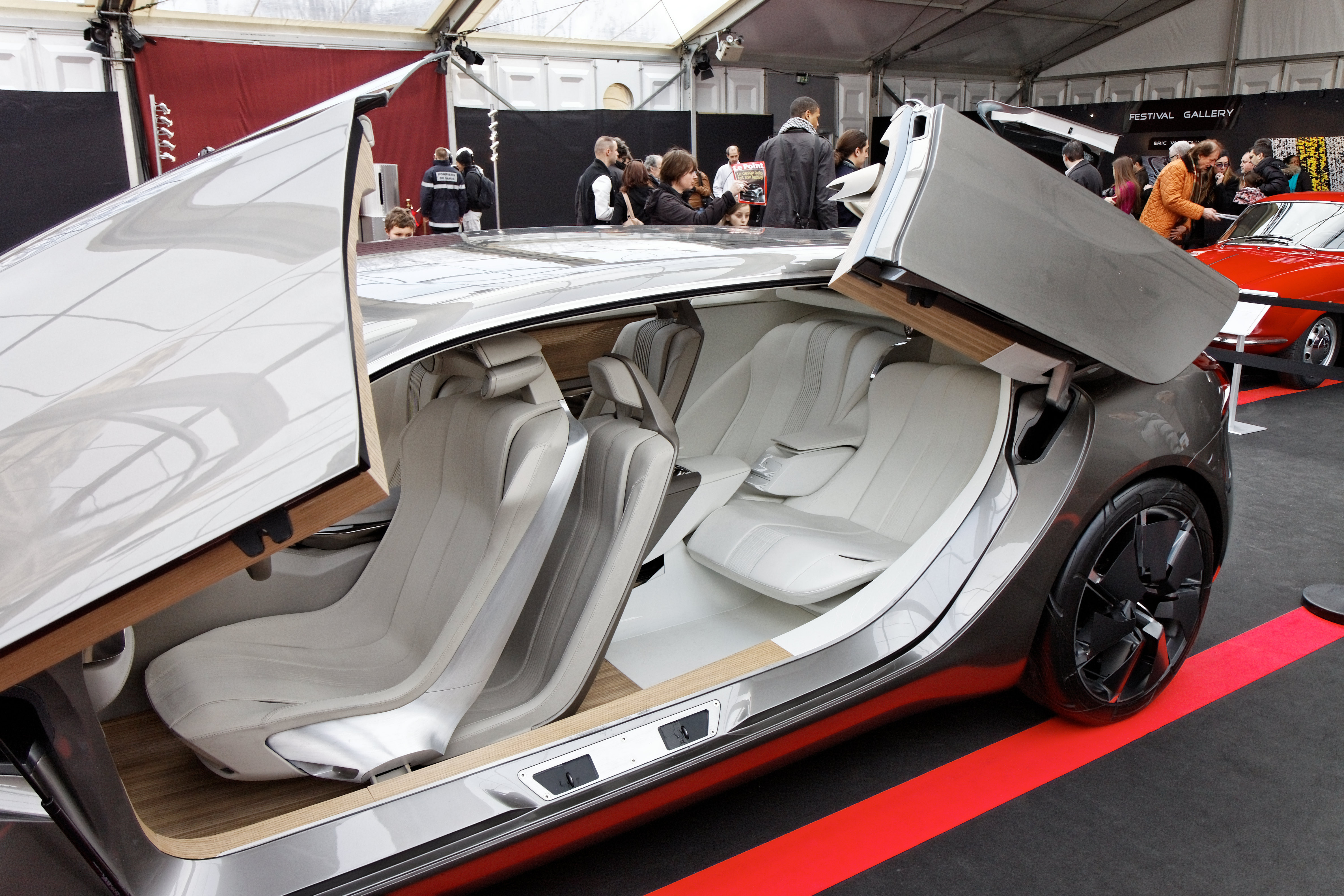

## Trivia
In Zusammenarbeit der Peugeot-Designer und Pierre Hardy entstand der „Concept Shoe“, welcher Materialien und Gestaltung des Fahrzeugs nachvollzieht.